# Espace tangent

Representation du plan tangent à la sphère en un point.

Pour les articles homonymes, voir Tangent.
L'espace tangent en un point p d'une variété différentielle M est un espace vectoriel qui intuitivement est l'ensemble de tous les vecteurs-vitesse possibles d'un « mobile » se déplaçant (sans pouvoir la quitter) dans la variété M quand il est en p.
Une façon commune en physique de décrire l'espace tangent est de dire que les vecteurs qu'il contient représentent les différences entre ce point et des points de la variété infiniment proches du premier. Cette façon d'interpréter l'espace tangent revient à considérer que la variété a localement une structure proche de celle d'un espace affine.

## Définition lorsque la variété est plongée
Lorsque la variété est plongée dans ℝn, l'espace tangent en un point p est simplement l'ensemble des vecteurs tangents en p aux courbes (de classe C1) tracées sur la variété et contenant p.

## Définition formelle

### Définition en termes de chemins

L'espace tangent TxM en un point x ∈ M et un vecteur tangent v ∈ TxM, le long d'une courbe passant par x.

Supposons que M est une variété différentielle de dimension n et de classe C1 et que p est un point de M. Soit (U, φ) une carte locale
de M en p. Deux courbes γ1, γ2 : ]–1, 1[ → M, telles que φ∘γ1 et φ∘γ2 soient différentiables en 0, sont dites mutuellement tangentes en p si γ1(0) = γ2(0) = p et (φ∘γ1)'(0) = (φ∘γ2)'(0). Cette notion ne dépend pas de la carte choisie. 
On peut vérifier que la relation ainsi définie est une relation d'équivalence. Une classe d'équivalence V est appelée vecteur tangent à M en p. Dans la carte précédente, le vecteur V est représenté par le vecteur de {\displaystyle \mathbb {R} ^{n}} égal à (φ∘γ)'(0), où γ est une courbe quelconque élément de la classe d'équivalence.
L'ensemble des classes est l'espace tangent en p à M, noté TpM. La fonction γ ↦ (φ∘γ)'(0) induit par passage au quotient une bijection de TpM dans ℝn qui fait de l'espace tangent un espace vectoriel. La formule du changement de cartes montre que la structure vectorielle ne dépend pas de la carte locale choisie.

### Définition en termes de dérivation
Avec les notations précédentes, soit f une fonction de M à valeurs réelles, de classe {\displaystyle {\mathcal {C}}^{1}}. Si on dispose d'une carte locale (U, φ) en p telle que (par exemple), φ(p) = 0, alors la fonction {\displaystyle F=f\circ \varphi ^{-1}} est une fonction de classe {\displaystyle {\mathcal {C}}^{1}}, définie dans un voisinage de {\displaystyle \mathbb {R} ^{n}} contenant 0 et à valeurs réelles. Si on se donne un vecteur {\displaystyle \mathbf {v} =(v_{1},\cdots ,v_{n})} de {\displaystyle \mathbb {R} ^{n}}, on peut alors calculer la dérivée directionnelle de F selon {\displaystyle \mathbf {v} } :
{\displaystyle D_{\mathbf {v} }F=\sum _{i=1}^{n}v_{i}{\frac {\partial F}{\partial x_{i}}}(0)}
On vérifie que le résultat ne dépend pas de la carte choisie, mais seulement de la fonction f et de la classe d'équivalence V définie au paragraphe précédent, et pour laquelle on a {\displaystyle (\varphi \circ \gamma )'(0)=\mathbf {v} } dans la carte donnée. On le note  {\displaystyle {\mathbf {V} }\cdot f} ou {\displaystyle \mathrm {d} f({\mathbf {V} })}. Le vecteur définit ainsi une opération de dérivation sur les fonctions f, égale à {\displaystyle \sum _{i=1}^{n}v_{i}{\frac {\partial }{\partial x_{i}}}} dans la carte précédente. Réciproquement, toute opération de dérivation est de cette forme et définit donc un vecteur. Cette méthode permet d'identifier les vecteurs tangents à M au point p avec les dérivations  au point p des fonctions à valeurs réelles.